# Ludwig Steeg
Ludwig Steeg, född 22 december 1894 i Ottweiler i Rhenprovinsen, död i sovjetisk fångenskap 6 september 1945, var en tysk NSDAP-politiker som från 1940 fram till den tyska kapitulationen i maj 1945 var Berlins överborgmästare, fram till februari 1945 som tillförordnad och därefter under de sista månaderna av kriget som ordinarie överborgmästare.

## Biografi
Efter första världskrigets utbrott tjänstgjorde han i infanteriet och blev löjtnant i reserven. Från augusti 1919 var han tjänsteman i staden Berlins förvaltning, bland annat som inspektör ansvarig för renhållning och transport. Han blev medlem av nazistpartiet 1933 och blev då ställföreträdare för statskommissarien Julius Lippert, vars kommissariat han tillhörde fram till 1937. I april samma år blev han en av Berlins borgmästare under Lippert som överborgmästare. Den verkliga politiska makten över Berlins administration och tillsättningen av stadens ledning låg dock hela tiden hos gauleitern och propagandaministern Joseph Goebbels. 
Steeg kom att arbeta inom många olika områden inom stadens administration. Framförallt drev han igenom en sträng personalpolitik där endast lojala nazister kunde komma ifråga för rekryteringar. En konsekvens av denna politik, som påbörjats av hans företrädare, var en kronisk personalbrist. Medan nazisterna använde denna linje för att rensa ut oönskade oppositionella från viktiga ämbeten framställdes den förda politiken i propagandan som en besparingsåtgärd och en insats mot byråkrati och korruption, då antalet tillsatta tjänster minskade. 
När Lippert avgick i juli 1940 fick Steeg överta hans roll som tillförordnad överborgmästare och stadspresident. Att hans tillförordnande kom att utsträckas ända till 1945 berodde på att Goebbels inte ansåg Steeg motsvara nazismens ledarideal, vilket framgick i Goebbels dagböcker från tiden, men kriget och de omfattande utrensningarna av stadens administration gjorde att Steeg ändå fick fortsätta i brist på andra kandidater med rätt erfarenhet. Steeg steg också i graderna inom SS och blev i januari 1943 Brigadeführer. 
Som överborgmästare fick Steeg den svåra uppgiften att lösa de tilltagande problem som kriget orsakade, med många hemlösa efter bombningar, livsmedelsbrist, energiförsörjningsproblem och återuppbyggande av skadad infrastruktur. Även om han i den offentliga propagandan försökte tona ned problemen och manade befolkningen att hålla ut fram till den slutliga segern, var den verkliga situationen betydligt sämre och Steegs segervissa uttalanden blev med tiden mer nedtonade. 
År 1944 lät Hitler utnämna Goebbels till stadspresident för att ge honom en mer aktiv politisk roll i stadens styre, medan Steeg förblev tillförordnad överborgmästare och ledare för administrationen. Under 1944 tilltog försörjningsproblemen med brutna försörjningslinjer, återkommande livsmedels- och bränslebrist, endast de mest nödvändiga röjningsarbetena efter bombningarna utfördes och sjukhusen fick allt svårare att ge nödvändig vård. Personalbristen och de nedskärningar som Goebbels insisterade på gjorde att vissa tjänster besattes med nyrekryterad kvinnlig personal eller att tjänster helt enkelt slogs ihop, men detta var inte tillräckligt för att lösa den akuta resursbristen som krigssituationen medfört.
Den 1 februari 1945 proklamerades Berlin vara försvarsområde. Samma månad utnämndes Steeg slutligen till ordinarie överborgmästare i Berlin och förblev i denna roll under slaget om Berlin. Han kapitulerade till Röda armén och efterträddes av Arthur Werner som tillförordnad överborgmästare under ockupationen. Steeg avled i ett sovjetiskt fånglänger den 6 september 1945.